# Trans-Afghanistan-pijpleiding
De Trans-Afghanistan-pijpleiding (Turkmenistan–Afghanistan–Pakistan–India pijpleiding TAPI) is een pijpleiding in aanleg voor gastransport van het Galkynysh gasveld in Turkmenistan via Afghanistan en Pakistan naar Fazilka in India. De pijpleiding die op dit moment gebouwd wordt voor het transport van aardgas. 
De pijpleiding wordt ontwikkeld door de Aziatische Ontwikkelingsbank. De verwachte kosten zijn 3 miljard dollar. Op 27 december 2002 werd de deal gesloten door de leiders van de Turkmenistan, Afghanistan en Pakistan. Op 24 april 2008 tekenden Pakistan, India en Afghanistan een akkoord om gas te kopen van Turkmenistan.
De Afghaanse overheid strijkt naar verwachting 8% op van de opbrengsten van de pijpleiding. De pijpleiding in Afghanistan komt te lopen tussen Kandahar en Herat, maar dan moet het eerst wel rustig zijn in dat gebied. 